# نهائي كأس أمم أوقيانوسيا 2012
نهائي كأس أوقيانوسيا للأمم 2012 هي المباراة النهائية من منافسة كأس أوقيانوسيا للأمم 2012، أقيمت المباراة في 10 يونيو 2012، في ملعب لاوسون تاما، بين فريقي منتخب تاهيتي لكرة القدم، ومنتخب كاليدونيا الجديدة لكرة القدم، وفاز فيها منتخب تاهيتي لكرة القدم، وكان حكم المباراة بيتر أوليري، وحضر المباراة 10000 شخصاً.